# Cymothoe alcimeda
Cymothoe alcimeda là một loài bướm ngày thuộc họ Nymphalidae. Nó được tìm thấy ở Nam Phi và Zimbabwe.
Sải cánh dài 40–50 mm đối với con đực và 45–55 mm đối với con cái. Con trưởng thành bay quanh năm, but mainly in summer từ tháng 10 onwards. Peaks occur in tháng 11 và from tháng 2 đến tháng 4.
Ấu trùng ăn Kiggelaria africana.

## Phụ loài
- Cymothoe alcimeda alcimeda (West Cape đến Knysna)
- Cymothoe alcimeda trimeni Aurivillius, 1912 (đông Cape dọc theo Drakensberg escarpment đến KwaZulu-Natal midlands)
- Cymothoe alcimeda clarki Stevenson, 1940 (dãy Amatola của East Cape)
- Cymothoe alcimeda rhodesiae Stevenson, 1934 (đông Zimbabwe (dãy núi Vumba))
- Cymothoe alcimeda marieps Rydon, 1994 (phía nam của sông Olifants từ Mariepskop đến Barberton ở Mpumalanga)
- Cymothoe alcimeda transvaalica Rydon, 1994 (Limpopo Province escarpment)